# Lifford

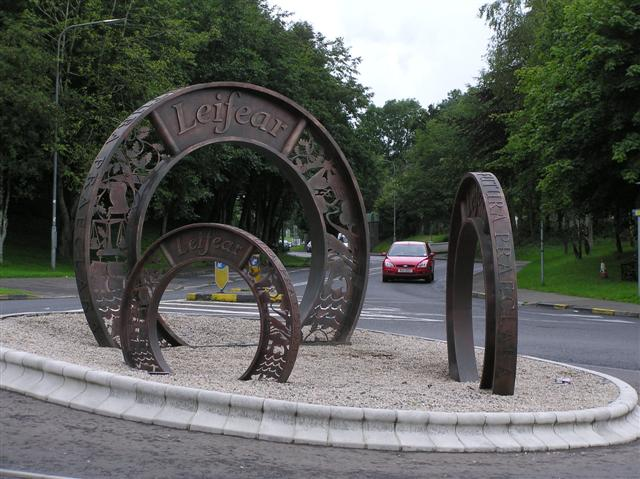
Rzeźba Trzy monety w Lifford

Lifford (irl. Leifear) – stolica hrabstwa Donegal w Irlandii i siedziba Rady Hrabstwa Donegal.
Miasto powstało wokół zamku założonego tam przez Manghusa Ó Domhnaill (O'Donnell), władcę zachodniego Donegal, w XVI wieku, a później stał się garnizonem brytyjskiej armii, aż do uzyskania przez Irlandię niepodległości.